# جيرغاه (زلاغي الشرقي)
جیرغاه (بالفارسية: جیرگاه) هي قرية تقع في إيران في قسم زلاغي الشرقي الریفي. يقدر عدد سكانها بـ 75 نسمة بحسب إحصاء 2016.